# لاک‌پشت تابشی

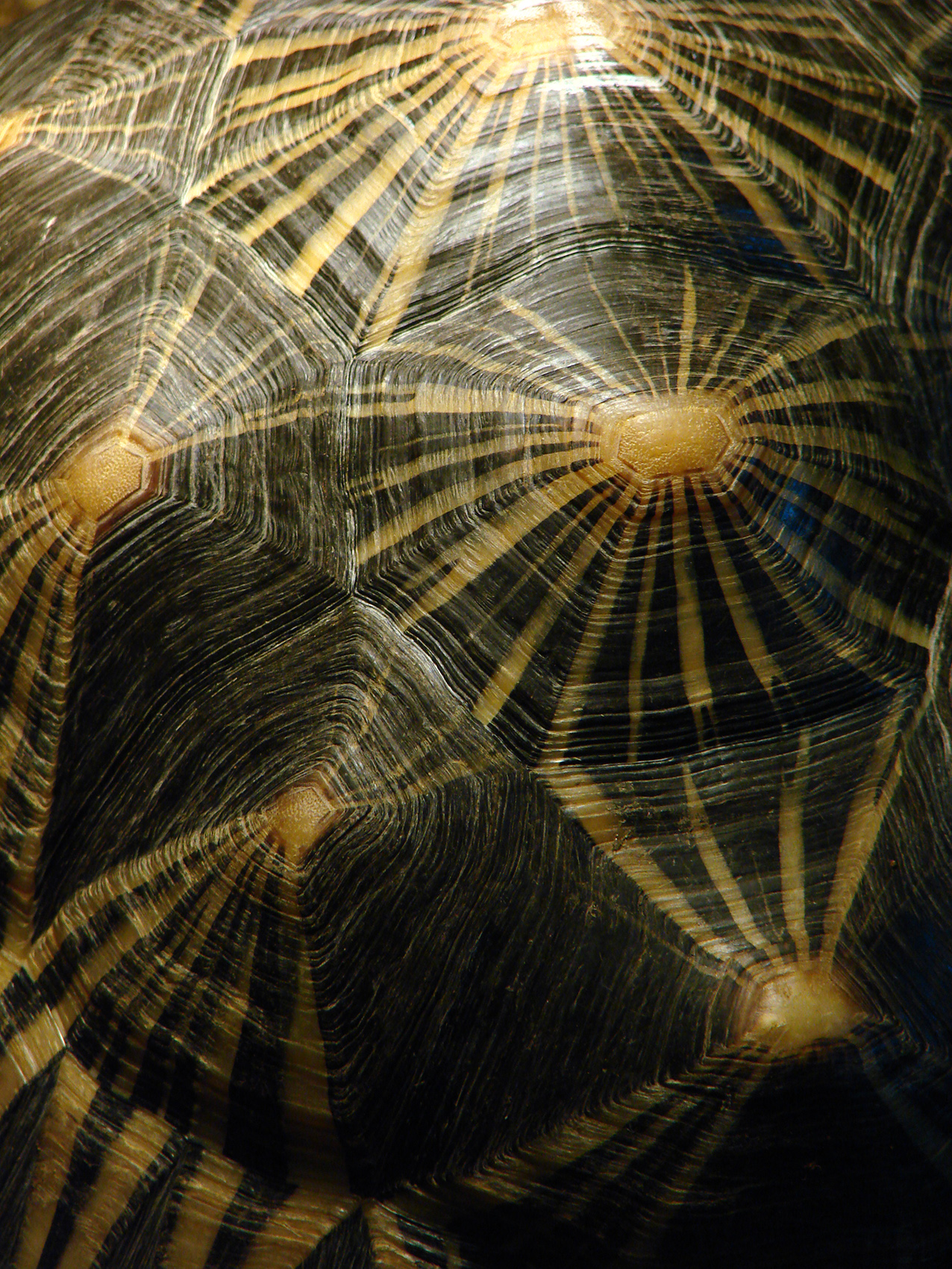
الگوی ستاره‌ای در پوسته لاک‌پشت تابشی

لاک‌پشت تابشی یا لاک‌پشت پرتوی (نام علمی: Astrochelys radiata) یک گونه لاک‌پشت از خانواده لاک‌پشتان زمینی است. اگرچه این گونه بومی و در جنوب ماداگاسکار فراوان است، می‌توان آن را در بخش‌های دیگر این جزیره نیز یافت و به جزایر رئونیون و موریس نیز معرفی شده‌است. این گونه بسیار با عمر طولانی است و طول عمر آن تا ۱۸۸ سال ثبت شده‌است. این لاک‌پشت‌ها عمدتاً به دلیل نابودی زیستگاه و شکار غیرقانونی توسط اتحادیه جهانی حفاظت از طبیعت به عنوان در بحران انقراض طبقه‌بندی می‌شوند.
این گونه با عمر بسیار طولانی است. مسن‌ترین لاک‌پشت تابشی که تاکنون با قطعیت ثبت شده‌است، توئی مالیلا بود که با سن برآوردی ۱۸۸ سال مرده بود.